# The Heart of Saturday Night
The Heart of Saturday Night — второй студийный альбом автора-исполнителя Тома Уэйтса, изданный в 1974 году. В 2003 году он занял 339 место в списке «500 величайших альбомов всех времён по версии журнала Rolling Stone». Обложка альбома является отсылкой к In the Wee Small Hours Фрэнка Синатры.

## Список композиций
Первая сторона:
| №  | Название                                    | Длительность |
| -- | ------------------------------------------- | ------------ |
| 1. | «New Coat of Paint»                         | 3:23         |
| 2. | «San Diego Serenade»                        | 3:30         |
| 3. | «Semi Suite»                                | 3:29         |
| 4. | «Shiver Me Timbers»                         | 4:26         |
| 5. | «Diamonds on My Windshield»                 | 3:12         |
| 6. | «(Looking for) The Heart of Saturday Night» | 3:53         |

Вторая сторона:
| №  | Название                                                                | Длительность |
| -- | ----------------------------------------------------------------------- | ------------ |
| 1. | «Fumblin' with the Blues»                                               | 3:02         |
| 2. | «Please Call Me, Baby»                                                  | 4:25         |
| 3. | «Depot, Depot»                                                          | 3:46         |
| 4. | «Drunk on the Moon»                                                     | 5:06         |
| 5. | «The Ghosts of Saturday Night (After Hours at Napoleone's Pizza House)» | 3:16         |

## Участники записи
- Том Уэйтс — вокал, фортепиано, гитара
- Пит Кристлейб — тенор-саксофон
- Билл Гудвин — барабаны
- Джим Хьюхарт — контрабас
- Боб Алкивар — аранжировщик